# Пігостиль

Пігостиль: 17.

Пігостиль (від дав.-гр. πῡγή — «крижі, зад, хвіст» та στῦλος — «стовп, опора») — кілька зрощених кінцевих хребців, що підтримують мускулатуру хвоста та його пір'я. Серед сучасних тварин існує лише у птахів, у яких до нього кріпляться махове пір'я хвоста. Пігостиль птахів є головною кісткою куприка, м'якого виступу над постеріорною частиною тіла птаха, що містить також куприкову залозу. Yixianornis grabaui і конфуціусорніс — найдревніші відомі птахи з пігостилем (вік знахідок становить близько 120 млн років).

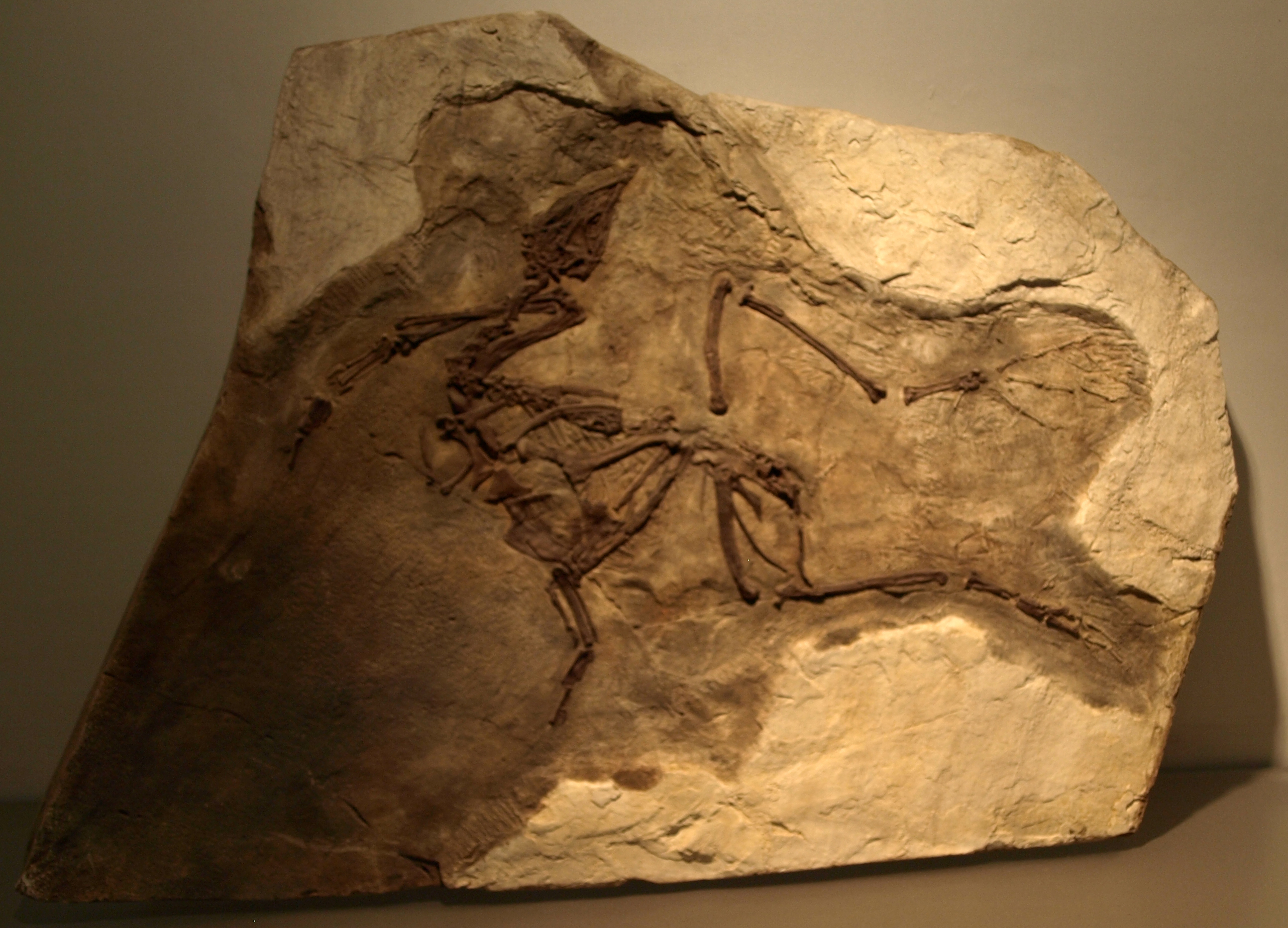
Yixianornis grabaui
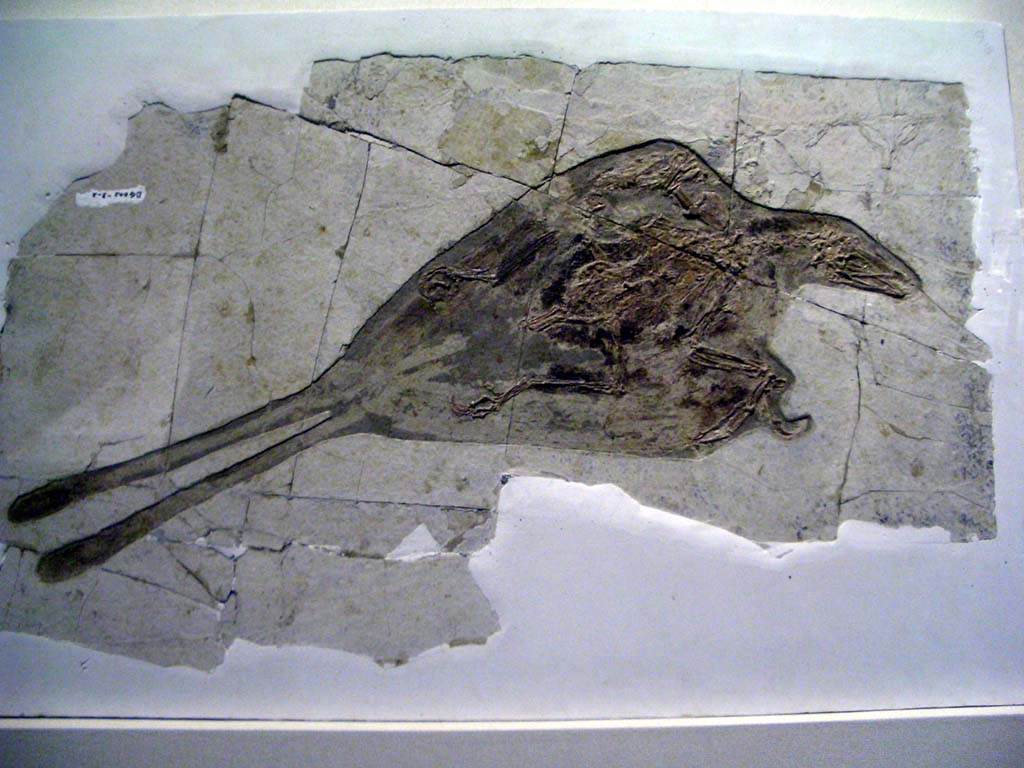
Конфуціусорніс